# Silviu Bindea
Silviu Bindea (Blaj, 24 ottobre 1912 – Blaj, 9 marzo 1992) è stato un calciatore rumeno, di ruolo attaccante.

## Palmarès

### Giocatore

#### Competizioni nazionali
- Campionato rumeno: 4

Ripensia Timisoara: 1932-1933, 1934-1935, 1935-1936, 1937-1938
- Coppa di Romania: 2

Ripensia Timisoara: 1933-1934, 1935-1936